# Ceratosoma devillei
Ceratosoma devillei är en mångfotingart som beskrevs av Henri W. Brölemann 1901. Ceratosoma devillei ingår i släktet Ceratosoma och familjen knöldubbelfotingar. Inga underarter finns listade i Catalogue of Life.